# Катажина Васік
Катажина Васік (пол. Katarzyna Wasick, 22 березня 1992) — польська спортсменка.
Учасниця Олімпійських Ігор 2008, 2012, 2016 років.
Призерка Чемпіонату Європи з водних видів спорту 2020 року.
Чемпіонка Європи з плавання на короткій воді 2019 року, призерка 2011 року.